# Mitterberg, Breze
Mitterberg je naselje v Občini Breze v Okraju Beljak-dežela na Koroškem v Avstriji.